# 23898 Takir
23898 Takir è un asteroide della fascia principale. Scoperto nel 1998, presenta un'orbita caratterizzata da un semiasse maggiore pari a 3,2083775 UA e da un'eccentricità di 0,1564946, inclinata di 2,51582° rispetto all'eclittica.